# Trafikmagasinet (tv-program)
 For alternative betydninger, se Trafikmagasinet. (Se også artikler, som begynder med Trafikmagasinet)
Trafikmagasinet var et svensk motor- og trafikprogram, som blev sendt på Sveriges Television fra den 15. marts 1978 til den 29. december 2003. Trafikmagasinet havde et tydeligt forbrugerpræg med forskellige tests og karaktergivning med ratsymboler. Programmet blev produceret i Falun. Der blev i alt produceret over 500 afsnit.

## Programhistorie
Programmets åbningsbillede i vignetten var i mange år en snedækket bilrude hvor en vinduesvisker kæmpede mod sneen. Logoet blev duplikeret på et billede af en startende jumbojet, fordi programmet de første år omhandlede alle typer af trafik.
Trafikmagasinets biltests kom til at danne skole, og konceptet blev kopieret af tv-virksomheder i de andre nordiske lande. Fremfor alt var programmet ude på at teste nye bilmodeller og især familiebiler. Indimellem var der dog også tests af brugte biler og anbefalinger af hvad der var det bedste køb. Ud over de egenskaber man kunne læse sig frem til undersøgte man også hvordan bilerne reagerede på undvigemanøvrer og på dårlig vej. Man løftede også bilerne op for at vise detaljer fra undersiden, sikkerhedsdetaljer og rustbeskyttelse. Christer Glenning udførte testene og gav ris og ros til bilfabrikanterne indtil sin død i 1998, hvorefter hans rolle blev overtaget af Staffan Borglund. I mange sæsoner havde man også testfamilier som fik lov at bruge bilerne i hverdagen og kunne komme med synspunkter. En af disse familier som ofte optrådte i programmet var Cecilia Forss og hendes forældre. Man testede også tilbehør og sammenlignede serviceomkostninger. Der forekom også en del reportage udenfor Sverige, for eksempel tog Carl-Ingemar Perstad op til sommersæsonen 1985 på en reportagerejse gennem DDR, hvor han testede nødtelefonerne langs motorvejene og interviewede en Trabantejer.
Trafikmagasinet byggede på en idé af Carl-Ingemar Perstad, som i 1987 modtog Kungliga Automobilklubbens Silverplakett for sit arbejde for sikrere trafik. Et opdigtet indslag var da Perstad kørte bil i beruset tilstand med en promille på over én, for at vise risikoen ved alkohol bag rattet. Da testen ikke måtte udføres i Sverige, lejede Trafikmagasinets team sig ind hos det amerikanske statspoliti (Maryland Highway Patrol), som havde et specielt anlæg til den type tests.
En milepæl i programmets historie var da en blå Škoda 120 LS i 1979 væltede i en undvigemanøvretest med 30 km/t. Modellen blev herefter klassificeret som "livsfarlig", og debatten fik stor opmærksomhed. Bilen står i dag på et bilmuseum i Härnösand. Historien gentog sig selv i 1997, da Trafikmagasinet sammen med det svenske biltidsskrift Teknikens Värld væltede med den nye Mercedes-Benz A-klasse under en test. Mercedes-Benz havde senere udtalt, at bilen var blevet manipuleret og forsøgte at sagsøgte journalisterne, men indrømmede at bilen var usikker ved skarpe sving med høj hastighed. Herefter blev A-klassen genintroduceret med Elektronisk stabilitetsprogram.
I Trafikmagasinets sidste år forlod programmet konceptet med en studievært, og reportagen blev i stedet holdt sammen af grafik. I forbindelse med at SVT i 2003 blev ramt af omfattende nedskæringer, blev det den 26. september meddelt at programmet skulle nedlægges, hvilket skete i december måned samme år.

## Nøglepersoner
- Carl-Ingemar Perstad − idégiver, producent, projektleder, vært og reporter (1978-2002)
- Christer Glenning − biltester
- Björn Svallner − biltester de første år
- Staffan Borglund − biltester de sidste år
- Sofia Lindahl − programvært
- Bodil Karlsson − programvært
- Veronika Marklund − programvært